# 谷堡镇
谷堡镇，是中华人民共和国贵州省貴陽市修文县下辖的一个乡镇级行政单位。
2017年7月3日，贵州省人民政府批复同意撤销谷堡乡设立谷堡镇，镇人民政府驻折溪村。

## 行政区划
谷堡镇下辖以下地区：
谷堡村、折溪村、长冲村、平寨村、尖山村、大堰村、红焰村、新堰村、哨上村、下花村、上花村、大寨村、下硐村、富裕村、水口村、红星村、平滩村、大塘村和绿水村。